# لوكاس تيارت
لوكاس تيارت (بالبرتغالية: Lucas Chiaretti Cossenzo‏) (22 سبتمبر 1987 في بيلو هوريزونتي في البرازيل – )؛ هو لاعب كرة قدم كان يلعب كلاعب وسط.

## وصلات خارجية
- لوكاس تيارت على موقع قاعدة بيانات كرة القدم.إي يو (الإنجليزية)
- لوكاس تيارت على موقع بيانات كرة القدم. دي إي (الألمانية)
- لوكاس تيارت على موقع ليكيب (الفرنسية)
- لوكاس تيارت على موقع Soccerbase.com (لاعب) (الإنجليزية)
- لوكاس تيارت على موقع Soccerway.com (الإنجليزية)
- لوكاس تيارت على موقع عالم كرة القدم.نت (الإنجليزية)